# Vincent R. Impellitteri
Pour les articles homonymes, voir Impellitteri.
Vincent Richard Impellitteri (né le 4 février 1900, mort le 29 janvier 1987) est un homme politique américain, membre du Parti démocrate qui est le 91e maire de New York, entre 1950 et 1953.

## Biographie
D'origine italienne, il nait à Isnello en Sicile, avant de déménager avec sa famille aux États-Unis en 1901 alors qu'il est encore nourrisson. Sa famille s'installe alors à Ansonia dans le Connecticut où il passe son enfance. Il étudie ensuite à la Law School (école de droit) de l'université Fordham, dont il est diplômé en 1924. 
Il exerce ensuite la fonction d'assistant du procureur de New York (New York Assistant District Attorney) de 1929 à 1938, avant de devenir assistant de Joseph A. Gavagan, membre influent du Tammany. En 1945, le maire William O'Dwyer choisit Impellitteri comme candidat pour représenter le Tammany Hall au New York City Council. Il se présente ainsi en 1945 au nom du Parti démocrate et de l’American Labor Party et remporta les élections. Cependant, lorsqu'il se représente en 1949, il est investi candidat du seul Parti démocrate.
Le 31 août 1950, O'Dwyer, poursuivi à la fois par les autorités fédérales et de l'État est nommé ambassadeur au Mexique par le président Truman, à l'abri des autorités qui souhaitent son témoignage dans plusieurs affaires sur lesquelles il préfère ne pas s'exprimer. Il reste d'ailleurs à l'écart de la ville pendant onze ans (à l'exception d'un interrogatoire en 1951), longtemps après la fin de sa mission diplomatique, préférant rester au Mexique. Conformément aux statuts officiels de la ville, le jour de la démission de O'Dwyer, Impellitteri, président du City Council (conseil municipal), devient maire de la ville.